# 2023년 케이프 타운 택시 파업
2023년 케이프 타운 택시 파업은 또한 ‘2023년 웨스턴 케이프’ 택시 파업으로도 알려진 그것은, 법 집행 분쟁이었는데 ‘남아프리카 국가 택시 위원회(산타코)’로 대표되는, 남아프리카의 웨스턴 케이프 지역의 소형 버스 택시 운영자들과 케이프 타운 시청 간의 분쟁 말이다. 파업은 2023년 8월 3일, 목요일에 남아프리카 표준시 13시에 시작했고 현재 진행중인데 비록 산타코가 7일 후인 2023년 8월 10일에 파업을 끝내려는 그들의 의지를 밝혔지만 8월 9일에 무기한으로 그것의 지속을 인정하면서 말이다. 
파업은 시작되었는데 산타코가 소형버스 택시 운전사들이 공무원들이 그들의 차량을 법적인 그리고 도로 안전의 위반 때문에 견인함으로써 불공평하게 표적으로 삼아왔다고 두번째 진정 제기가 다른 진정들을 처리하면서 진전되지 않는다고 주장한 후에 말이다. 산타코는 말했는데 파업을 중단하는 조건이 모든 견인된 소형버스 택시들이 어떤 벌금도 물어야하지 않고 돌려보내져야 한다는 것이라고 말이다. 
파업 노동자들과 관련된 것으로 여겨지는 사람들이 오토바이 운전자, 지자체와 공공 버스 운영자와 운전사, 통근하는 사람, 그리고 경찰관을 폭력적으로 공격했다. 산타코는 파업과 관련한 어떤 폭력에도 관련되어 있는 것을 부정했는데 왜냐하면 그들이 그것의 시작 이후에 행동하지 않고 있기 때문에 말이다. 
필리피와 냥가라는 케이프 타운 이웃 지역에서 최악의 폭력 사건이 발생했다.

## 배경
그 사건 전에 웨스턴 케이프 지역에서는 수많은 폭력 사건이 발생해왔는데 공공 버스와 기차를 표적으로 삼는 택시 운영자들부터 2021년 케이프 타운 택시 분쟁 때와 같은 소형버스 택시 운영자들 간의 폭력적 갈등에 이르기까지 말이다. 공공 버스와 서비스 배달 트럭을 표적으로 삼는 폭력이 자주 발생했는데 무면허 택시 운전사와 도로에 부적합한 소형버스 택시에 중점을 둔 법 집행 시도 이후에 말이다. 
2023년 8월 2일에 케이프 타운 시청은 도시 중심부의 ‘케이프 타운 센트럴 택시 정거장’에서 많은 소형버스 택시들을 견인했는데 법을 어기는 차량을 견인하는 권한을 부여하는 ‘국토 교통 법’을 위반한 것에 대해서 말이다. 택시 운전사들은 정거장에서 나가는 길을 막는 것으로 대응했다. 교통 경관이 공격당했고 총이 발사되었다. 공권력은 최루가스와 충격 수류탄으로 대응했다. 시청의 안전 및 보안 관리자인, 제이피 스미스는, 견인하는 동안의 경찰 폭력에 대한 혐의를 부정했고 소형버스 택시 산업 내의 폭력적 요인에 의해 시정부는 동요되지 않을 것이라고 말했는데 국가 법을 집행할 때 말이다. 
그날 늦게까지 15대의 소형버스 택시들이 견인되었고 2명의 운전사가 연행되었다.

## 경과

### 8월 3–4일
8월 3일, 파업의 첫날에, 도로 점거가 보고되었는데 
엔2[국도], 엠5 고속도로 그리고 제익스 거웰 도로에서 말이다. 약탈 사건이 다이네폰테인과 제익스 거웰 도로 사이의 지역에서 보고되었고 냥가 택시 정거장에서 버스가 불에 탔다. 수만 명의 통근자들이 도시 전역에서 고립된 채로 있었다. 영국 관광객인, 의사 카 하오 테오가, 총에 맞아 사망했는데 냥가 은틀랑가노Ntlangano 초승달 지대Crescent 안으로 우연히 들어간 후에 말이다. 
8월 4일, 파업 2일차에, 관할 경찰관이 냥가에서 총에 맞아 사망했는데 25만 랜드 보상금을 제안하기 위해 [갔던] 케이프 타운 시로 이어지는 냥가에서인데 가해자의 체포로 이어지는 정보에 대해서 말이다. '금 화살 [운수]' 버스 운전사가 같은 날에 총에 맞아 부상당했는데, 그가 운전하고 있던 버스는 불에 탔다. 그들의 운전사에 대한 8월 4일의 공격 이후에 '금 화살 버스 회사'는 산타코에 속하는 소형버스 택시 연대에 대한 법원 금지 명령을 받아냈는데 "금 화살 운수의 영업, 그것의 노동자 그리고 승객에 대해 겁먹게 하고, 괴롭히고, 협박하거나 방해하지 않"도록 말이다. 
웨스턴 케이프 보건국은 발표했는데 그것이 본테회벨Bonteheuwel의 뱅가드 병원을 일시적으로 닫을 것이라고 말인데 노동자 괴롭힘과 공격 사건 이후에 파업과 관련한 사람들에 의해서 말이다. 다른 다발적인 폭력 행위들이 일어났다고 보고되었는데 엔2 고속도로에서 소형버스 택시 운전사들에 의해서 말이다. 

### 8월 5–7일
한 사람이 8월 5일에 음풀레니Mfuleni에서 사망했는데 배송 트럭이 탈취당하고 사설 경비원들이 돌팔매질을 당했을 때 말이다. 
파업을 해결하려는 산타코와 케이프 타운 시청 간의 대화가 8월 6일에 결렬되었다. "법적으로 실행 불가능한" 추가적인 산타코 요구를 시청은 비판했는데 벌금을 내야하지 않고 견인된 택시의 반환과 같은 요구 말이다. 
8월 7일 월요일, 파업 5일차에, 두 명이 총에 맞아 사망했고, 35건의 연행이 있었고, 델프트의 시청 창고는 폭탄에 맞았고, 추가로 4대의 버스와 3대의 개인 차량이 불에 탔는데 추정컨대 소형버스 택시 산업과 관련한 파업참가자들에 의해서 말이다. 항의 행동이 필리피와 하웃 베이Hout Bay 인근 지역에서 보고되었다. 
웨스턴 케이프 정부는 그들의 의지를 밝혔는데 파업 중인 택시 사업자에 대한 법적 절차에 들어가기로 말이다. 

### 8월 8–9일
8월 8일에 교통부 장관 신디시웨 치쿵가는 케이프 타운 시청이 모든 견인된 소형버스 택시를 반환할 것을 요구했고 시정부 자치법의 실행을 파업을 촉발한 것의 이유로 비난했다. 케이프 타운의 시장인, 조딘 힐-르위스는, 치쿵가의 비판을 일축했고 모든 소형 버스 택시의 견인은 국토교통법에 의거해서 완벽하게 집행되었다고 말했다. 
8월 9일에 남아프리카 경찰부 장관 베키 셀레는 말했는데 전체 5명이 사망했다고 보고되었고, 120명이 연행되었다고 말이다. 53대의 택시가 법 집행 과정에서 견인되었다고 그는 또한 말했는데 8월 3일에 택시 방어선을 철거하면서 말이다. 

### 8월 10일
파업은 8월 10일, 목요일에 끝났는데 시정부와 산타코 간의 심야 협상 후에 말이다. 웨스턴 케이프 주총리 앨런 윈드가 말했는데 산타코가 파업 전에 그것에 제안된 같은 협상안을 받아들였다고 말이다. 

## 영향
케이프 타운 시정부는 말했는데 산타코가 국토교통법을 위반해서 견인된 택시를 되찾는 그것의 파업 목적에 있어 실패했고 대신에 시정부의 원래 제안을 받아들였다고 말이다. 특히 소형 버스 택시가 계속해서 견인될 것인데 사업 자격이나 운전 자격없이, 부정확한 택시 경로로 운전하면 혹은 도로에 적합하지 않은 차량을 운전하면 말이다. 택시 사업자와의 협상이 차량이 견인될 수 있는 중대한 위반의 목록을 만들고 차량이 견인되지 않을 수 있는 사소한 위반의 목록을 만들기 위해서 계속될 것이라는 것이 또한 합의되었다. 근무일 중에 또 다른 파업을 일으키지 않기로 산타코는 또한 합의했다. 
전체 5명이 파업과 관련한 사건에서 죽임을 당했다고 보고되었고 120명이 연행되었다. 적어도 5대의 버스가 추정컨대 택시 파업자에 의해 불에 탔고 60대의 소형 버스 택시가 당국에 의해 견인되었다. 범죄적 집단들이 파업 행동에 따른 혼란을 이용해서 케이프 타운의 구굴레투, 음풀레니, 냥가, 카옐리차 그리고 크라이폰테인 지역의 많은 사업체와 상가를 약탈했다는 것이 보고되었다. 지역 교육 장관이 말했는데 파업이 심각하게 그것의 처음 며칠 동안에 케이프 타운 전체에서 45만 명이 넘는 학생과 만7천5백 명이 넘는 교사가 학교에 가지 못 함으로써 교육에 영향을 미쳤다고 말이다. 

## 이후의 투쟁
2023년 10월 3일에 '경제 해방 투쟁가들'은 항의 행진을 열었고 그들이 주장하는 "부당한 택시 견인"이라는 케이프 타운 시정부 정책인 것에 항의하여 도로 차단을 시도했고 견인된 소형 버스 택시가 즉시 돌려보내지도록 요구했다. 산타코와 '아프리카 국회'는 투쟁을 그것이 일어나기 전에 철회했고 대신에 택시 견인이라는 문제에의 평화적 해결을 촉구했다.